# Viaduc ferroviaire de Nanterre
Le viaduc ferroviaire de Nanterre est un pont ferroviaire traversant la Seine, en s'appuyant sur l'île Saint-Martin, entre les communes de Nanterre, au sud, et de Carrières-sur-Seine, au nord. C'est un ouvrage d'art de la ligne de Nanterre-Université à Sartrouville utilisée par le RER A et le Transilien L. D'une longueur totale de 450,5 m, il permet le franchissement des deux bras de la Seine.
Il est situé juste à côté du viaduc autoroutier de Carrières-sur-Seine.
Il est également situé à proximité du pont ferroviaire des Anglais, sur la ligne de Paris-Saint-Lazare au Havre. Les lignes qui parcourent ces deux ouvrages convergent en effet à quelques centaines de mètres plus au nord-ouest, avant la gare de Houilles - Carrières-sur-Seine.
Le viaduc ferroviaire de Nanterre à un double rôle :
- soit rejoindre le tronçon central du RER A, vers Nanterre-Préfecture, depuis la ligne du Havre à Paris-Saint-Lazare, pour les missions en provenance de Cergy et Poissy ;
- soit rejoindre la ligne de Saint-Germain en-Laye à Paris-Saint-Lazare, au niveau de Nanterre-Université pour les missions de la ligne L en provenance de Cergy.

À cet effet, au sud du viaduc et après le franchissement de l'autoroute A86, une bifurcation permet de rejoindre l'une ou l'autre des lignes selon la destination des trains.